# 岩田祐吉
岩田 祐吉（いわた ゆうきち、1887年3月23日 - 1980年1月18日）は、日本の映画俳優。
新派から映画界に入り、初期の松竹蒲田撮影所で二枚目俳優として活躍した。栗島すみ子とのコンビで人気を博し、諸口十九・勝見庸太郎らと並んで松竹の代表的スターとなった。独特の渋い演技で幅広い役柄をこなし、後年は脇役に転向した。

## 来歴・人物

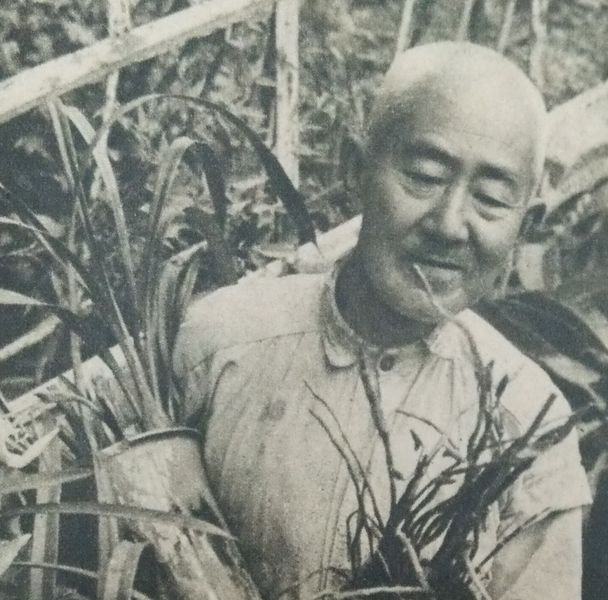
1949年頃

1887年（明治20年）3月23日、岐阜県大垣市田町に岩田加兵衛の6男として生まれる。中学卒業時に家業の呉服屋が倒産し、単身で中国に渡るが、志敗れて2年後に帰国した。帰国後は劇界に志を向け、1908年（明治41年）11月に開所した藤沢浅二郎主宰の東京俳優養成所（後に東京俳優学校に改称）に第1期生として入所。同期に田中栄三、諸口十九、上山草人、勝見庸太郎らがいる。1911年（明治44年）に同校を卒業し、俳優学校第一回卒業生試演『廃馬』（佐藤紅緑作）に諸口、田中らとともに出演した。
その後は河合武雄の門下に入り、1913年（大正2年）に河合が設立した公衆劇団に参加。花柳章太郎と前後して新派劇の幹部に列せられた。1915年（大正4年）9月には武田正憲と川村花菱が旗揚げした新日本劇に参加。座員には五月信子、正邦宏、花柳、永井赤鳥らがいた。
1920年（大正9年）、創立間もない松竹蒲田撮影所に入社し、村田実監督の『奉仕の薔薇』（翌年に公開）で映画初出演。翌1921年（大正10年）公開の『悪魔の崖』（賀古残夢監督）で初主演し、4月公開の『虞美人草』（ヘンリー・小谷監督）で栗島すみ子と共演して好評を博す。以来、賀古監督の『酒中日記』、池田義信監督の『暮れ行く旅路』『乳姉妹』などの作品で栗島と共演し、川田芳子・諸口十九と並ぶ松竹蒲田のドル箱コンビとして人気を得た。1923年（大正12年）には池田監督の『船頭小唄』で栗島と主演、作品は大流行した主題歌とともに全国的にヒットした。その後も牛原虚彦監督の『黒川博士』『乃木大将伝』、島津保次郎監督の『お坊ちゃん』、野村芳亭監督の『父帰る』などに主演、佐々木恒次郎監督の『永遠の心』はドイツにも紹介され、その演技力は高く評価された。1929年（昭和4年）1月8日、井上正夫、藤野秀夫、栗島、川田芳子、柳さく子とともに大幹部に昇格した。
1930年代は中年の脇役に回ることが多くなり、島津監督の『隣の八重ちゃん』などでは父親役を演じた。1938年（昭和13年）以降は新興キネマに出演したが、1942年（昭和17年）公開の『春遠からじ』以降の映画出演はない。その後は鎌倉で妻と共に暮らしていたという。1979年（昭和54年）に第3回山路ふみ子映画功労賞を受賞。
1980年（昭和55年）1月18日、老衰のため東京都世田谷区の自宅で死去。92歳没。

## 出演映画
- 新生（1920年、松竹）
- 光に立つ女（1920年、松竹）
- 女の力（1921年、松竹） - 脇屋中尉
- 悪魔の崖（1921年、松竹）
- 虞美人草（1921年、松竹）
- 電工と其妻（1921年、松竹）
- 酒中日記（1921年、松竹）
- 奉仕の薔薇（1921年、松竹）
- 己が罪（1921年、松竹） - 医学士塚口
- 生さぬ仲（1921年、松竹）
- 金色夜叉（1922年、松竹）
- 不如婦（1922年、松竹） - 川島武男
- 乳姉妹（1922年、松竹）
- 祇園夜話（1922年、松竹）
- 傑作集枠 金色夜叉（明治文壇海岸の悲劇）（1922年、松竹） - 貫一
- 船頭小唄（1923年、松竹） - 船頭律太
- 噫無情（1923年、松竹） - テナルディユ
- 水藻の花（1923年、松竹）
- 幽芳集 乳姉妹（1923年、松竹）
- 彼女の運命（1924年、松竹）
- 嬰児殺し（1924年、松竹）
- 無花果（1924年、松竹）
- 黒川博士（1924年、松竹）
- 詩人と運動家（1924年、松竹）
- 乃木大将伝（1925年、松竹） - 乃木希典
- お坊ちゃん（1926年、松竹） - 宇田恭三
- 広瀬中佐（1926年、松竹） - 広瀬武夫
- 父帰る（1927年、松竹） - 黒田宗太郎
- 永遠の心（1928年、松竹）
- 民族の叫び（1928年、松竹）
- 今年竹（1929年、松竹）
- レヴューの姉妹（1930年、松竹） - 舞台監督土屋四郎
- 麗人（1930年、松竹） - 水原七郎
- 愛よ人類と共にあれ（1931年、松竹） - 銀行頭取
- 真理の春（1931年、松竹）
- 生活線ABC（1931年、松竹）
- 七つの海（1931年、松竹） - 曽根伸吾
- 金色夜叉（1932年、松竹） - 荒尾譲介
- 乳姉妹（1932年、松竹） - 松平昭定
- 忠臣蔵（1932年、松竹） - 大野九郎兵衛
- 島の娘（1933年、松竹） - 船長・岩瀬信造
- 東洋の母（1934年、松竹） - 実業家・大村
- 母を恋はずや（1934年、松竹） - 父・梶原
- 隣の八重ちゃん（1934年、松竹） - 父・服部昌作
- 与太者と花嫁（1934年、松竹） - 緒方正之
- 都会の感傷（1934年、松竹） - 老警官
- 永久の愛（1935年、松竹） - 職工長森田
- 虞美人草（1935年、第一映画） - 井上孤堂
- 男性対女性（1936年、松竹） - 清瀬支店長
- あの道この道（1936年、松竹） - 大丸氏
- 少年航空兵（1936年、松竹） - 海軍航空隊司令
- 男の償ひ（1937年、松竹） - 黒須博士
- 静御前（1938年、新興キネマ） - 北條時政
- 噫!南郷少佐（1938年、新興キネマ） - 南郷少将
- 五人の兄妹（1939年、松竹） - 石岡孫次郎
- 舞ひ上る情熱（1941年、新興キネマ） - 周一の祖父清吉